# A'oloau
Aoloau è un villaggio delle Samoa Americane appartenente alla contea di Leasina del Distretto occidentale. Ha una superficie di 9,5 km² e in base al censimento del 2000, ha 778 abitanti